# 木村有希 (モデル)
木村 有希（きむら ゆき、1996年 (平成8年) 10月23日 - ）は、日本の女性ファッションモデル、タレント、グラビアモデル、歌手、YouTuberである。神奈川県横浜市出身。エイジアプロモーション所属。愛称は「ゆきぽよ」。バラエティ番組出演などでは、この名義を用いている。

## 来歴
神奈川県横浜市港南区出身。神奈川県立永谷高等学校卒業。
父親は日本人で、母親はフィリピン人とスペイン人のハーフである。雑誌『nuts』（運営：エイチジェイ、刊行：大洋図書）モデルの「ゆみちぃ」こと木村友美は7歳年下の実妹。左利き。
小学3年生のときに近所に住んでいた超ギャルなお姉さんに憧れ、弟子入りをしてギャルになった。
芸能界入りした当時は、現在と違う事務所に入っていて当時の社長につけてもらった芸名は「和泉川雅」（いずみかわ みやび）だった。その後、無断で雑誌『egg』（大洋図書）のオーディションを受験し合格したため事務所を辞めた。
2012年、高校1年生のときに雑誌『egg』の読者モデルとしてデビューを果たす。ギャルモデルの世界は派手なイメージとは裏腹に礼儀にとても厳しい世界だったという。動画配信サービスのVineでは、6,000万回の再生回数を記録した。2017年、恋愛リアリティ番組『バチェラー・ジャパン』（Amazon Prime Video）に出演。以降は、テレビのバラエティ番組にも多数出演。グラビアアイドルとしても紙面に多く登場し「ぽっちゃり系グラビアアイドル」として人気を博した。
2021年1月21日発売の『週刊文春』（文藝春秋）において、2019年5月に知人の男性が自宅でコカインを使用して逮捕され、自身も強制捜査を受けたと報じられたことについて、1月23日に謝罪コメントを出した。
2021年3月25日、RIZAPのCM発表会に出席。2か月で-5.7kgの減量に成功したスリムな美ボディーを水着姿で披露した。
2021年10月15日、芸能事務所・エイジアプロモーションとマネジメント契約を結んだことを発表した。
2022年2月10日、既存のYouTubeチャンネル『ゆきぽよTV!』に代わり、新たに開設した『ゆきぽよチャンネル』で約半年ぶりに動画投稿を再開した。
2022年8月4日放送の『ダウンタウンDX』（読売テレビ・日本テレビ系列）に出演し、知人男性の薬物騒動以降、仕事が激減して、1年間無収入だったことを明らかにした。
2023年5月9日、語学留学のため渡米したことを報告した。
専属ヘアメイクのLESLIE（レスリー）とお笑いコンビ「和太鼓」を組み、「女芸人No.1決定戦 THE W 2023」（日本テレビ）で1回戦を突破したものの、2回戦で敗退した。翌年にも「女芸人No.1決定戦 THE W 2024」に同じ二人によるコンビ「ずっ友っと」で出場、この年も2回戦に進出するがそこで敗退。
2024年6月1日、マッチングアプリ「ハッピーメール」（開発・運営：株式会社アイベック）のブランドアンバサダーに就任。

## 作品

### 写真集
- Yukipoyogram（2019年1月16日、双葉社、撮影：舞山秀一）ISBN 978-4575314212[25]
- Yukipoyogram 02（2020年3月27日、双葉社、撮影：舞山秀一）ISBN 978-4575315400
- はじめまして。（2021年5月25日、光文社、撮影：岡本武志）ISBN 978-4334902711[26]

### DVD
- YukipoyoTube（2019年2月17日）[27] オリコンDVDランキング101位
- YukipoyoTube 02（2020年5月17日）オリコンDVDランキング108位
- ＃俺の嫁が可愛い（2021年7月30日）

### シングル
- #パリピ（2016年8月3日）[28]
- アイタイ アエナイ（2019年6月28日）[29]
- めっかわ❤︎〜一生ギャル宣言！〜（2020年3月27日）

## 出演

### テレビ番組

#### バラエティ・情報
- サンデージャポン（2018年 - 2020年、TBS） - 不定期ゲスト出演
- しくじり先生 俺みたいになるな!!「ヤンチャ男に惹かれて恋愛しくじりまくりの先生」（2020年2月18日、テレビ朝日）[30][動 3]
- まっちゃんねる「女子メンタル」（2020年10月24日、フジテレビ） - シーズン1出演
- 品評会ばんちょー（2020年11月1日 - 12月6日、朝日放送テレビ） - ナレーション
- 知らなくて委員会（北海道放送） - レギュラー
  - シーズン1（2020年11月23日 - 12月14日）
  - シーズン2（2021年3月29日 - 4月26日）
  - シーズン3（2021年9月6日 - 27日）
  - シーズン4（2022年3月9日 - 30日）
  - シーズン5（2022年7月6日 - 8月3日）
  - シーズン6（2023年1月4日 - 1月25日）
- 競輪LIVE!チャリロトよしもと（2022年10月4日 - 、BSよしもと） - 火曜レギュラー[31]

#### テレビドラマ
- 金田一少年の事件簿 第6話・第7話「金田一少年の殺人」（2022年6月5日・12日、日本テレビ） - 桂木優里奈 役[32][33][34][動 4]

### ラジオ番組
- オレたちゴチャ・まぜっ!〜集まれヤンヤン〜（2022年4月24日 - 2023年4月16日、MBSラジオ） - ヤンヤンガールズ14期[35]

### WEB番組

#### バラエティ
- バチェラー・ジャパン（2017年、Amazonプライム・ビデオ）[36]
- Bachelor winter games
- Bachelor in paradise
- こじらせ森の美女 私どうしてモテないの（2019年12月28日 - 2020年1月18日、AbemaTV）
- ドキュメンタル番外編 女子メンタル from まっちゃんねる（2021年、Amazonプライム・ビデオ）- シーズン1出演
- しくじり先生 俺みたいになるな!!「ひろゆき先生のしくじり相談室」（2022年2月18日、ABEMA）[37][38][動 5]
- 迷えるとんぼちゃん（2022年4月14日、ABEMA）[39][40][動 6]
- コイラボ 秘密の恋愛研究所（YouTube）
  - 「恋の溜まりBAR」（2022年8月8日 - 同年12月2日） - 新人店員（レギュラー）
  - 「三茶のついつい喋りすぎちゃうBAR」（2022年12月21日 - ） - BAR店長（MC）
  - 「最強占い師バトル 彼女を一途に愛する男は誰だ!?」（2023年5月25日 - ） - 大倉士門とダブルMC
  - 「教えて!コイラボ 相席モニタリング」（2023年6月15日 - ） - 同上
- 競輪LIVE!チャリロトよしもと（2022年10月4日 - 、YouTube Live） - 火曜レギュラー[注 2]
- シャッフルアイランド season4, season5（ABEMA）- MC[41][42]

#### WEBドラマ
- 余命3ヶ月のサレ夫（2024年2月19日、ショートドラマアプリ「BUMP」） - 美月 役 ※全30話配信[43][44]
- 東京仮面女子（2025年01月31日、YouTube） - 藤井那月 役

### 映画
- 女子大小路の名探偵（2023年10月13日、ラビットハウス）[45]
- 家出レスラー（2024年5月17日、ブシロードムーブ）[46]
- 劇場版 ほんとうにあった怖い話〜変な間取り〜「エピソード1：禁じられた部屋」（2024年8月9日、NSW） - 主演・エミ 役（木村友美とW主演）[47]

### CM
- Amazon Prime Video（2019年）
- サントリー BOSS 「宇宙人ジョーンズ・漁港」編（2020年2月 - ）[48]
- 資生堂 ワタシプラス（2020年） - 母親と共演
- 東宝『映画 STAND BY ME ドラえもん 2』（2020年）
- RIZAP（2021年）[49]
- 株式会社アイベック ハッピーメール「気軽な出会い」編 / 「楽しく登録できた」編（2024年6月 - ） - ブランドアンバサダー[24]

## 受賞
- 2019年 - 第12回 日本シューズベストドレッサー賞[50]
- 2020年 - ベストマスクニストアワード2020 インフルエンサー・モデル部門[51]